# Andri Stoffel
Andri Stoffel (* 24. Oktober 1984 in Zürich) ist ein ehemaliger Schweizer Eishockeyspieler, der seine gesamte Profikarriere bei den ZSC Lions in der National League A verbrachte.

## Karriere
Andri Stoffel begann seine Karriere als Eishockeyspieler im Nachwuchsbereich der GCK Lions, für deren Profimannschaft er von 2001 bis 2004 in der Nationalliga B aktiv war. Parallel kam der Verteidiger ab der Saison 2002/03 für den Kooperationspartner der GCK Lions, die ZSC Lions, in der Nationalliga A zum Einsatz. In der Saison 2007/08 wurde der ehemalige Junioren-Nationalspieler mit den ZSC Lions erstmals Schweizer Meister. Im folgenden Jahr gewann er mit der Mannschaft aus Zürich den Victoria Cup, als er sich mit den Lions gegen die Chicago Blackhawks aus der National Hockey League durchsetzte. Für die Teilnahme am Victoria Cup hatten sich die Zürcher durch den Gewinn der erstmals ausgetragenen Champions Hockey League in der Saison 2008/09 qualifiziert. In dieser wurde Stoffel jedoch aufgrund einer Verletzung in keinem der Spiele eingesetzt und stand auch im NLA-Team der Lions nur in zehn Spielen auf dem Eis. In diesen blieb er punkt- und straflos.

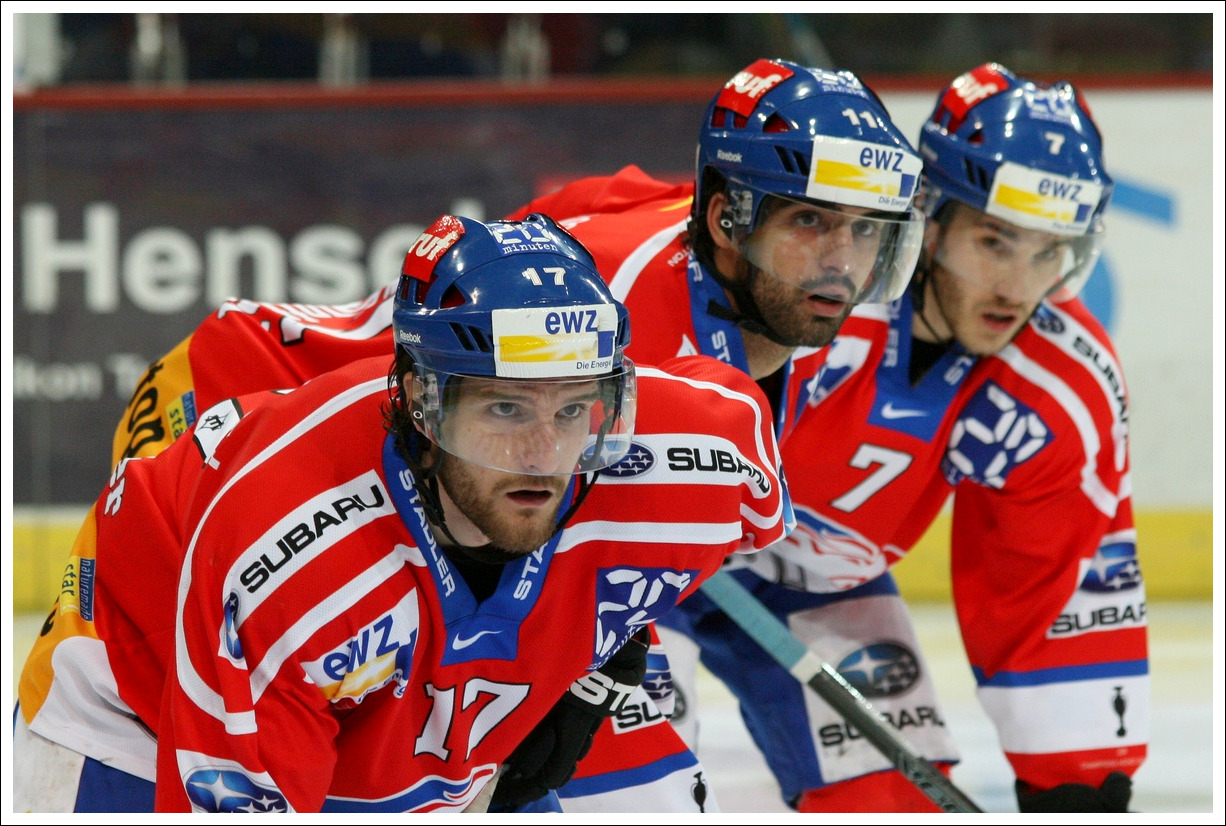
Lukas Grauwiler (links), Andri Stoffel (Mitte) und Thibaut Monnet (rechts)

In den Jahren 2012 und 2014 gewann er zwei weitere Meisterschaften mit dem ZSC, ehe er nach der Saison 2014/15 keine Vertragsverlängerung erhielt und daraufhin seine Karriere beendete.
Neben dem Eishockeysport studierte Stoffel Betriebspsychologie und arbeitete später parallel bei Swiss Life.

### International
Auf internationalen Parkett nahm Stoffel im Jahre 2004 für die Schweiz an der U20-Junioren-Weltmeisterschaft teil. Zwei Jahre zuvor war er Mitglied des Schweizer Teams, das an der U18-Junioren-Weltmeisterschaft spielte.

## Erfolge und Auszeichnungen
- 2008 Schweizer Meister mit den ZSC Lions
- 2009 Victoria-Cup-Gewinn mit den ZSC Lions
- 2012 und 2014 Schweizer Meister mit den ZSC Lions

## NLA-Statistik
(Stand: Ende der Saison 2014/15)